# Pedro López de Luna y Ximénez de Urrea
Pedro López de Luna (? - Figueruelas, 22 de febrero de 1345) fue un religioso y político de Aragón, España.

## Ascedencia
Hijo de Lope Ferrench III de Luna, VII señor de Luna, y de su esposa Eva Ximénez de Urrea. y hermano de Artal III de Luna,

## Biografía
Abad primero, canónigo de La Seo después, tras ser ordenado obispo el 26 de marzo de 1314, fue el encargado, por orden del rey Jaime II de Aragón, de obtener del Papa Juan XXII, como así hizo, la sede metropolitana para la iglesia de Zaragoza, independizándose de la Tarraconense. Nombrado arzobispo de la misma en 1318, sirvió también como consejero real.